# Колос (хутір)
Колос (рос. Колос; адиг. Колос) — хутір Теучезького району Адигеї Росії. Входить до складу Понежукайського сільського поселення.
Населення — 165 осіб (2015 рік).